# VR战士3
《VR战士3》是一款由世嘉公司制作和发行的格斗类游戏。游戏首先于1996年在街机发行。游戏曾计划移植至世嘉土星，后于1998年在世嘉Dreamcast发行。
在《VR战士3》中，加入了两个日本角色。
VR战士3得到众多正面评价。《电脑与电子游戏》查看了1996年11月的街机版本，称它为“史上最为出色的3D游戏”。
Edge给予Dreamcast版本8/10的分数。